# Мери Касат
Мери Стивънсън Касат (на английски: Mary Stevenson Cassatt, 22 май 1844 – 14 юни 1926) е американска художничка и графичка. Работи в стил импресионизъм.

## Биография и творчество
Родена е в 1844 г. в заможно пенсилванско семейство и прекарва безгрижно детство. През голяма част от живота си живее със семейството си във Франция. Това е факторът, който събужда силата на характера ѝ и разширява културния ѝ хоризонт. Въпреки това родителите ѝ са ужасени, когато научават, че дъщеря им мечтае да стане професионален художник. Те ѝ разрешават да посещава Пенсилванската художествена академия във Филаделфия и през 1866 година майка ѝ я придружава до Париж, където прекарва четири години, изучавайки творчеството на старите майстори. В 1868 картината ѝ „Свирач на мандолина“ е показана в Парижкия салон. Френско-пруската война през 1870 принуждава младата художничка да се завърне в Америка. След края на войната Мери Касат заминава за Италия в 1872, където учи графично изкуство и изследва стила, колорита и техниката на Кореджо и Пармиджанино.
Пътува до Испания, Белгия и Холандия. Пристига в Париж през 1874, годината на Първата импресионистична изложба. Това наситено с колорит изложение на платна разтърсва града. Предвестниците на новото импресионистично движение въставали срещу консервативните академици при всевластния тогава Салон. Макар че още в 1866 Касат прилежно се учи в ателието на известния тогава художник Чарлс Чаплин, в 1874 решава да следва свой собствен път. Не се смущава от враждебната критика по адрес на импресионистите, Касат признава качествата на тяхното творчество, особено в картините на Едгар Дега, с когото се сприятелява. Той от своя страна се възхищава от една нейна картина, показана в Салона през 1874 и отбелязва: „Има някой, който чувства като мен.“

Дега кани Касат да изложи свои картини заедно с импресионистите през 1877 г. и тя с радост приема, по-късно си спомня: 
| „ | „Най-сетне можех да работя напълно независимо, без да се влияя от мнението на някакво си жури. Вече бях разпознала истинските си учители. Възхищавах се от Мане, Курбе и Дега. Мразех Конвенциалното изкуство – започнах да живея.“ | “ |

Касат участва в четири от основните импресионистични изложби и се ползва с уважението на Сезан, Моне, Писаро, Реноар и Дега.
Касат и Дега предпочитат да рисуват сцени от градския живот, вместо пейзажи. И двамата предпочитат изкуствената светлина като в опера и театър, и двамата превръщат и най-странните пози в естествени и стилни. Фигурите на Касат запазват своята солидност и яснота на формата и никога не се сливат с пейзажа, както е при много импресионисти. Тя ги разполага обикновено в интериор. Двамата с Дега посещават изложба със седемстотин японски графики, подредени в Художествената академия през 1890. Под впечатление от изложбата създава серия офорти, които я представят като изключителен график.
С нежно проникновение улавя прозрачната детска кожа, меките движения на детето и закрилящия жест на майчините милувки. Касат портретира любовта и доверието, което свързва майка и дете.
Мери Касат не прави своя самостоятелна изложба до 1891, когато е на 47 години. След като в Париж картините ѝ получават одобрение, през 1895 прави изложба в новооткритата галерия „Дюран-Рюел“ в Ню Йорк. Картините ѝ не се приемат с ентусиазъм и продажбите са малко, посещението слабо. Тя е разочарована от сънародниците си. По-късно подарява своята колекция на Метрополитън художествен музей в Ню Йорк.
През 1911 г. зрението ѝ започва да отслабва и продължава да работи изключително с пастел до 1914 г.
Прекарва последните си години в усамотение в Шато дьо Бофрен, близо до Париж в Менил-Терибю /Le Mesnil-Théribus/.
Мери Касат умира на 14 юни 1926 г. в Шато дьо Бофрен и е погребана в семейната гробница.

## Галерия
- „Баня“ 1891 – 1892, пастел.
- „Сара държи кучето си“ – 1901, пастел.
- „Summertime“, маслени бои.
- „The Young Mother“ (Mother Berthe Holding Her Baby) – пастел.
- „Лампа“ – 1891